# Читънанго
Читънанго (на английски: Chittenango) е град в окръг Мадисън, щат Ню Йорк, САЩ. Населението му е 4896 души при преброяването през 2020 г.

## География
Читънанго се намира в северната част на щата, приблизително на 23 километра по права линия източно от Сиракюз и на 50 километра западно от Ютика.
В Читенанго се пресичат пътища 5, 13 и 173 на щата Ню Йорк. Летище „Лутър“ се намира източно от града. Градът е разположен на канала „Ери“ и река Читенанго. Южно от Читънанго се намира щатския парк „Читънанго“ с едноименния водопад.

### Климат
| Читънанго                                              | Читънанго | Читънанго | Читънанго | Читънанго | Читънанго | Читънанго | Читънанго | Читънанго | Читънанго | Читънанго | Читънанго | Читънанго | Читънанго |
| Месеци                                                 | яну.      | фев.      | март      | апр.      | май       | юни       | юли       | авг.      | сеп.      | окт.      | ное.      | дек.      | Годишно   |
| Абсолютни максимални температури (°C)                  | 21,1      | 20,6      | 30,6      | 33,3      | 35,6      | 37,8      | 38,9      | 38,3      | 36,7      | 30,6      | 27,2      | 22,2      | 38,9      |
| Средни максимални температури (°C)                     | −0,6      | 1,1       | 6,1       | 13,3      | 20,0      | 25,0      | 27,8      | 26,7      | 21,7      | 15,6      | 8,3       | 2,2       | 14,0      |
| Средни минимални температури (°C)                      | −10       | −8,9      | −4,4      | 1,7       | 7,8       | 12,8      | 15,6      | 15,0      | 10,6      | 4,4       | 0,0       | −6,1      | 3,3       |
| Абсолютни минимални температури (°C)                   | −32,2     | −32,2     | −26,7     | −13,9     | −3,9      | 1,1       | 6,7       | 3,3       | −3,9      | −7,8      | −15,6     | −32,2     | −32,2     |
| Средни месечни валежи (mm)                             | 66        | 54        | 77        | 86        | 86        | 94        | 102       | 90        | 105       | 81        | 96        | 79        | 1016      |
| ------------------------------------------------------ | --------- | --------- | --------- | --------- | --------- | --------- | --------- | --------- | --------- | --------- | --------- | --------- | --------- |
| Източник: Monthly Averages for Chittenango, NY (13037) |           |           |           |           |           |           |           |           |           |           |           |           |           |

## История
Селището Читънанго е основано в началото на 19 век. През 1820-те години, като част от проекта за изграждането на канала „Ери“, като е изграден изкуствен воден път, който свързва селището Читенанго с канала. През 1825 г. местоположението е показано на карта с надпис Chittening. Името на мястото идва от думата Chu-de-nääng’ от езика на племето онайда и означава „там, където водата тече на север“. Растежът на Читенанго е повлиян от удобното му местоположение на канала „Ери“ и реката Читенанго. Построени са ресторанти, хотели и фабрики. Тъй като Читенанго беше свързан с река Хъдсън чрез канала „Ери“, е удобно да се транспортират стоки до Манхатън.
- Епископската църква „Св. Павел“
- Полицейското управление
- Обществена библиотека „Съливан“
- Водопада „Читенанго“

## Известни личности
Родени в Читънанго
- Лиман Франк Баум (1856 – 1919), писател, автор на „Вълшебникът от Оз“
- Лори Уливър (? - ), писателка